# Бранденбург-Швет
Бранденбург-Швет (на немски: Brandenburg-Schwedt) е странична линия на бранденбург-пруските Хоенцолерни. Те са кралски принцове по рождение с Апанажи и наследници на богатата курфюрстиня Доротея, втората съпруга на курфюрст Фридрих Вилхелм фон Бранденбург (Великия курфюрст).
След Тридесетгодишната война (1618 – 1648) курфюрст Фридрих Вилхелм от липса на пари залага територията около Швет на Одер за 25 000 талера на граф Густав Адолф фон Фаренсбах.  През 1670 г. курфюрстинята Доротея взема обратно господството за 26 500 талера и така създава основата за издръжката на нейния син Филип Вилхелм (1688 – 1711). Чрез покупка и на други господства собствеността обхваща три града, три двореца, 33 села и 24 чифлика.
Последният от линията маркграф Фридрих Хайнрих (1771 – 1788), най-малкият син на маркграф Филип Вилхелм, преобразува Швет на град на културата. С него линията умира през 1788 г., голяма част от техните земи отиват обратно на пруската корона.